# Philippe Jules François Mancini
Philippe Jules François Mancini (Paris, 3 octobre 1675 - Paris, 14 septembre 1768), duc de Nevers, dit de Nivernais, prince de Vergagne, marquis de Donzy, petit-neveu de Mazarin et neveu de Madame de Montespan, gentilhomme français.

## Biographie
Fils de Philippe Mancini et de Diane Gabrielle Damas de Thianges, il épouse en 1709 Marianna Spinola, dite Marie-Anne. Ils auront pour fils unique l'académicien Louis-Jules Mancini-Mazarini, dernier duc de Nevers.
En 1707, il ne peut hériter du titre de duc de Nivernais de son père, à cause du défaut d'enregistrement du duché au parlement de Paris. En 1709, il hérite de son beau-père Spinola le titre de prince de Vergagne/Vergano Novarese et de grand d'Espagne. 
En 1720, il arrive à faire enregistrer par le parlement des lettres de confirmation du duché de Nevers. En 1730, il abdique le duché au profit de son fils, et est connu dès lors sous le titre de duc de Dionziois.
Le 7 mars 1737, mainlevée est donnée à Paul-Édouard (Colbert) d’Estouteville, maréchal des camps et armées du roi, et Anne Marie Thérèse Spinola, son épouse, par Marie Anne Spinola épouse de Philippe Mazarin Mancini, duc de Nivernais, de l’opposition par elle formée contre la cession faite par lesdits époux d’Estouteville de la terre de Westpelaer qui était affectée à la garantie du lot échu à ladite duchesse de Nevers dans le partage fait entre elles (sœurs) de la succession du prince (Jean-Baptiste) Spinola, (leur père).